# 張斌 (正統進士)
張斌（1415年—？），字文質，直隸廣平府永年縣人，民籍。明朝政治人物。進士出身。

## 生平
順天府鄉試第二十八名。正統四年（1439年）己未科會試第八十名，殿試登進士第三甲第二十七名。

## 家族
曾祖父張才，曾任元任驛丞。祖父張成。父亲張宗顏。